# Belkuchi
Belkuchi es un subdistrito (upazila) del distrito (zila) de Sirajganj, de la región de Rajshahi, en Bangladés, con una población censada en marzo de 2011 de 352 835 habitantes.
Se encuentra ubicado al noroeste del país, cerca del río Yamuna, la principal rama en la que se divide el río Brahmaputra, y de la frontera con India.